# تونی یوکا
تونی یوکا (فرانسوی: Tony Yoka‎؛ زادهٔ ۲۸ آوریل ۱۹۹۲) بوکسور اهل فرانسه است.
وی همچنین برندهٔ جوایزی همچون لژیون دونور (شوالیه) شده‌است.